# والپیپر (مجله)
والپیپر (انگلیسی: Wallpaper) نشریه‌ای متعلق به شرکت تایم است که بر طراحی، معماری، مد، سفر، طراحی و سبک زندگی متمرکز است. این مجله در سال ۱۹۹۶ در لندن توسط روزنامه‌نگار کانادایی تایلر برول و روزنامه‌نگار استرالیایی الکساندر گرینگر تأسیس شد. برول در سال ۱۹۹۷ مجله را به تایم وارنر فروخت.